# 奧斯吉力亞斯
在英國作家托爾金（J.R.R. Tolkien）的史詩式奇幻小說《魔戒》中，奧斯吉力亞斯（Osgiliath）是剛鐸王國的前首都。

## 地理
奧斯吉力亞斯城市坐落於安都因河（Anduin）中下游兩岸。東望跨坐黯影山脈山肩的米那斯伊希爾（Minas Ithil），西邊是白色山脈的米那斯雅諾（Minas Anor）。
古時剛鐸人修築了一條道路穿越奧斯吉力亞斯，連接上述兩座城市。大道向西就是西大道（Great West Road），前往洛汗隘口（Gap of Rohan），最遠可經南北路（North South Road）到達北方王國的首都佛諾斯特（Fornost）。

## 城市總覽
奧斯吉力亞斯是努曼諾爾人（Númenóreans）的知識與力量尚未衰微前所建立，城內滿佈壯觀美麗的建築物，但至第三紀元中期起奧斯吉力亞斯就被放棄了，城內的建築也隨戰火和時間流逝而崩壞。那裡最宏偉的建築是星辰之穹（Dome of Stars），存放了南方王國最巨大的真知晶石 （Palantir），在1437年於王室內鬥（Kin-strife）中被叛軍攻下並焚燬。剛鐸的王城也位於奧斯吉力亞斯，放置了兩張平排的寶座，分屬埃西鐸與安那瑞安兩人，同樣也毀於王室內鬥中。經歷戰火和瘟疫的摧殘，奧斯吉力亞斯在第三紀元中期開始淪為鬼城、廢墟，日後也無重建。
在奧斯吉力亞斯最光輝的時代裡，它是大河上最繁榮的城市，兩岸可供由南北而來的船隻停泊，貨物與人流絡繹不絕。而且，奧斯吉力亞斯也修築了一道巨大的石橋，橫跨兩岸城區，另外亦有很多小橋興建於城內。大橋在第三紀元2475年受魔多的攻擊而毀滅，但此城依然是戰略要地，擁有作為安都因河下游渡河處的戰略價值。除了奧斯吉力亞斯的橋樑外，能渡過安都因河的渡口只有上游的老渡口（Old Ford）、凱爾安卓斯（Cair Andros）和南北河套（Undeeps）三個地區。若果守住橋樑和渡口就可以成功阻擋魔多大軍渡河，因此奧斯吉力亞斯成為剛鐸和魔多之間的必爭之地。剛鐸歷來的戰略都是重兵死守奧斯吉力亞斯，阻擋魔多軍的攻勢。

## 歷史
奧斯吉力亞斯是由伊蘭迪爾（Elendil）的兩個兒子埃西鐸（Isildur）和安那瑞安（Anárion）建立的，他們逃離努曼諾爾的毀滅，流浪至南方安都因的河口，建立了剛鐸（Gondor），以此城為首都。第二紀元3429年，索倫（Sauron）攻擊剛鐸，埃西鐸戰敗北逃，安那瑞安堅守奧斯吉力亞斯，擋住了敵人的攻勢。3430年，精靈及人類最後同盟達成，聯軍進軍魔多，奧斯吉力亞斯解圍，在11年後終擊敗索倫。
戰後，埃西鐸把剛鐸的治理權付託給侄子梅蘭迪爾（Melendeil）。梅蘭迪爾及其子嗣讓剛鐸走向強盛，奧斯吉力亞斯遂在國王統治下進入其光榮時期，成為剛鐸治下最重要且最繁盛的城市。
奧斯吉力亞斯的好景維持了約千多年後，開始步向其衰退。1432年剛鐸爆發內戰，5年後國王艾爾達卡（Eldacar）被圍困於奧斯吉力亞斯。守軍最後因饑餓和力量懸殊而戰敗，叛軍領袖卡斯塔馬（Castamir）攻克首都，大肆燒殺搶掠，保存主晶石的塔樓焚燬，主晶石滾落安都因河而失落，連王城也陷於火海。奧斯吉力亞斯經此一役而損毀嚴重，雖然1447年艾爾達卡復辟成功，此城卻未能回復到過去的光榮。
1636年，剛鐸被大瘟疫（Dark Plague）襲擊，剛鐸人民大量病死，尤其集中於奧斯吉力亞斯城區。瘟疫生還者也再不敢回到家園，城內只有少數居民留存，奧斯吉力亞斯大幅衰落，開始淪為廢墟:146。1640年，剛鐸國王塔龍鐸（Tarondor）遷都米那斯雅諾、1900年白塔樓興建、2043年米那斯雅諾改稱米那斯提力斯，米那斯提力斯（Minas Tirith）遂取代奧斯吉力亞斯的重心地位。相比米那斯提力斯的繁華，奧斯吉力亞斯就漸漸沒落。
2475年，魔多猛攻剛鐸，扼守橋樑的奧斯吉力亞斯成為首當其衝的目標。半獸人摧毀了城市最後殘餘的建築，石橋斷裂，從此剩下的少數平民也在奧斯吉力亞斯撤出，只留下駐軍扼守剩下的橋樑，保護安都因河以西的領土和提供伊西立安（Ithilien）遊俠通行的橋樑。3018年6月20日，魔多再度攻打奧斯吉力亞斯，趁夜色攻城以掩護戒靈（Ringwraiths）渡河。剛鐸守軍付出巨大傷亡才擊退魔多軍，但戒靈已經成功渡河，守軍遂主動毀壞橋樑，防止另一波攻勢。
守軍重兵駐守西城，寄望敵軍以渡船過河而速度大減。然而在東城魔多秘密建造了大批浮船，並一舉強行登陸，攻陷了奧斯吉力亞斯的西城，並把船隻連接作為浮橋，供攻城塔和後方的大軍渡河，朝著米那斯提力斯進軍。慘烈的帕蘭諾平原戰役（Battle of Pelennor Field）裡，空群出動的索倫大軍覆滅，奧斯吉力亞斯遂被西方聯軍奪回。他們經此向黑門進兵，爭取時間給佛羅多毀滅魔戒。
在至尊魔戒（One Ring）被摧毀後，亞拉岡（Aragon）成為重聯王國（Reunited Kingdom）國王，他宣佈會整頓米那斯伊希爾，但並沒有說明奧斯吉力亞斯有否重建，只是暗示了亞拉岡重建了亞爾諾的都城阿努米那斯（Annúminas）和米那斯伊希爾。

## 資料來源
1. 1 2  克理斯·史密斯. . 臺北: 奇幻基地. 2003年12月. ISBN 986-7576-12-8.
2. 1 2  《魔戒三部曲》 2001年 聯經初版翻譯 附錄一P.17
3. ↑  《魔戒三部曲》 2001年 聯經初版翻譯 附錄一P.14：「亞拉岡二世...繼承了剛鐸和亞爾諾的統治權，...『我們稱呼他為我們的皇帝，當他來到北方在阿努米那斯的住所...』」
4. ↑  《魔戒三部曲》 2001年 聯經初版翻譯 第六章第五節《宰相與人皇》：「魔窟谷的米那斯伊西爾應該徹底摧毀，雖然日後它將會恢復舊觀...」

- 《魔戒三部曲》及其附錄